# 埃莱娜·托内塔
埃莱娜·托内塔（義大利語：Elena Tonetta，1988年6月8日—），意大利女子射箭运动员。她曾代表意大利参加2008年夏季奥林匹克运动会射箭比赛女子个人和女子团体两个小项。